# Avatchinski
L'Avatchinski, appelé également Avatcha, Gorelaïa sopka, Monastyr, Saria ou encore Souatchou, en russe Avatchinskaïa sopka (Авачинская сопка), est un volcan actif de Russie situé dans le sud de la péninsule du Kamtchatka dans le kraï du même nom.

## Géographie

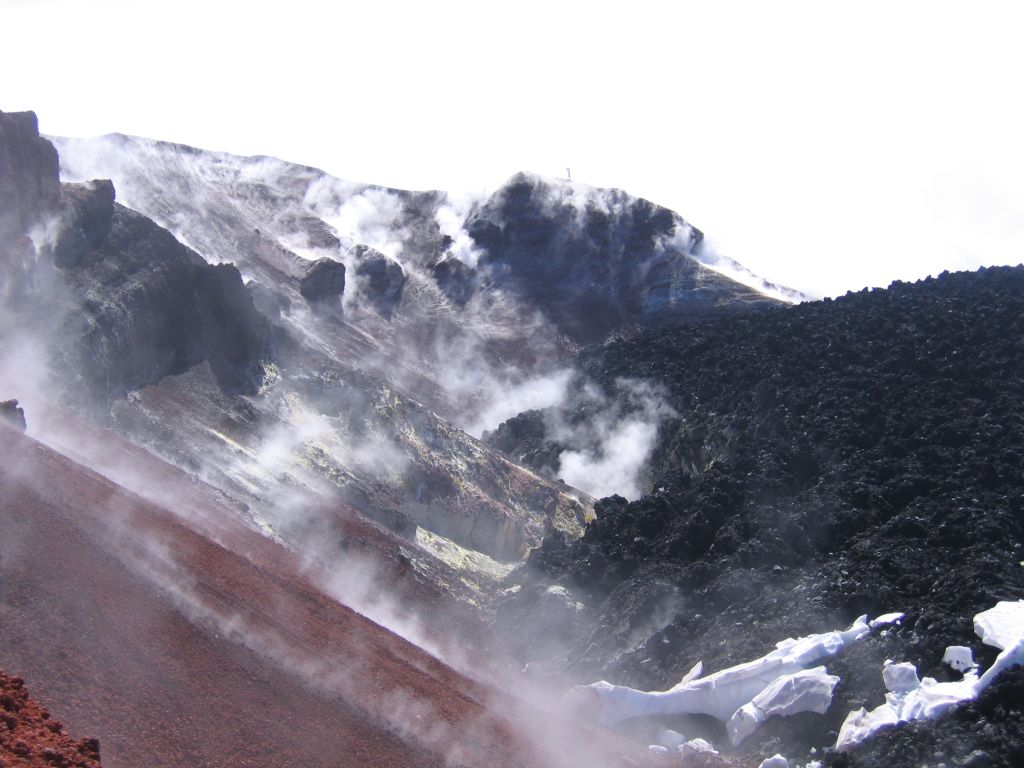
Vue de l'intérieur du cratère sommital de l'Avatchinski avec sur la droite le dôme de lave de 1991

L'Avatchinski est situé en Russie, dans le sud des kraï et péninsule du Kamtchatka, entouré par l'océan Pacifique au sud-est, le volcan Koriakski au nord-ouest et par la ville de Petropavlovsk-Kamtchatski au sud-ouest.
L'Avatchinski culmine à 2 741 mètres d'altitude et a la forme d'un cône aux pentes régulières inscrit dans une caldeira en forme de fer à cheval ouverte vers le sud-ouest. Il est flanqué au sud-est par le Kozelski, une bouche éruptive latérale composée d'un cratère ouvert vers le nord-est.
La montagne est un stratovolcan faisant partie de la ceinture de feu du Pacifique et aux éruptions explosives, ce qui le range dans la catégorie des volcans gris. Ses éruptions produisent des dômes de lave, des panaches volcaniques, des nuées ardentes, de petites coulées de lave et des lahars qui sont canalisés vers le sud-ouest par les rebords de la caldeira,.

## Histoire

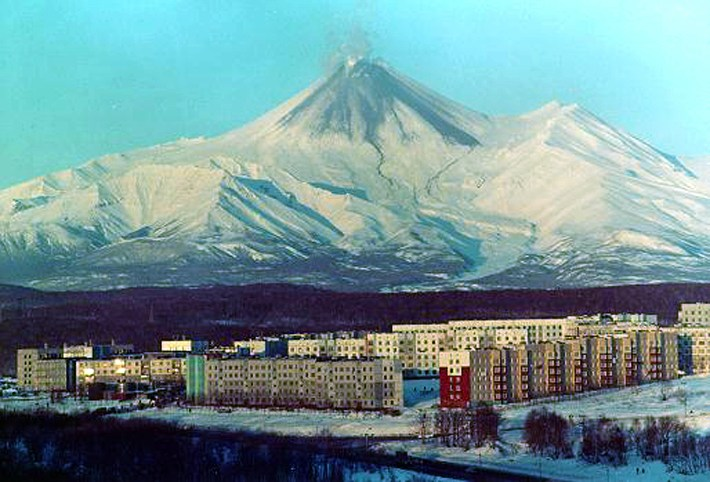
Vue de l'Avatchinski, aux flancs partiellement recouverts de cendres volcaniques, depuis Petropavlovsk-Kamtchatski.

L'Avatchinski est né vers le milieu ou la fin du Pléistocène. Il y a trente ou quarante mille ans, la caldeira en forme de fer à cheval ouverte vers le sud-ouest s'est formée au cours d'une éruption qui a enseveli une zone de 500 km2 sous les débris, y compris l'emplacement actuel de la ville de Petropavlovsk-Kamtchatski. À l'intérieur de cette caldeira s'est reconstitué le stratovolcan actuel au cours de deux phases, la première débutée il y a 18 000 ans et la seconde débutée il y a 7 000 ans.
La majorité des éruptions de l'Avatchinski sont d'un indice d'explosivité volcanique compris entre 1 et 3 mais certaines atteignent le niveau 4 comme celles du 25 février 1945, du 26 mars 1926 au 14 mars 1927 ou encore du 27 au 29 juin 1927 pour ne citer que les plus récentes. Certaines éruptions ont même atteint le niveau 5 comme celles de 1500 av. J.-C., 3200 av. J.-C., 4340 av. J.-C. ou bien 5980 av. J.-C..
Le dôme de lave actuel, dont le volume est estimé à dix millions de mètres cubes, s'est mis en place au sommet du volcan au cours de l'éruption du 13 au 30 janvier 1991.
Aucune éruption n'a entraîné de lourds dégâts matériels ou des victimes humaines mais la proximité des volcans Avatchinski et Koriakski avec la ville de Petropavlovsk-Kamtchatski, plus grande ville et capitale du kraï du Kamtchatka, et la nature de leurs éruptions explosives ont décidé les volcanologues à les inclure tous les deux dans la liste des volcans de la décennie.

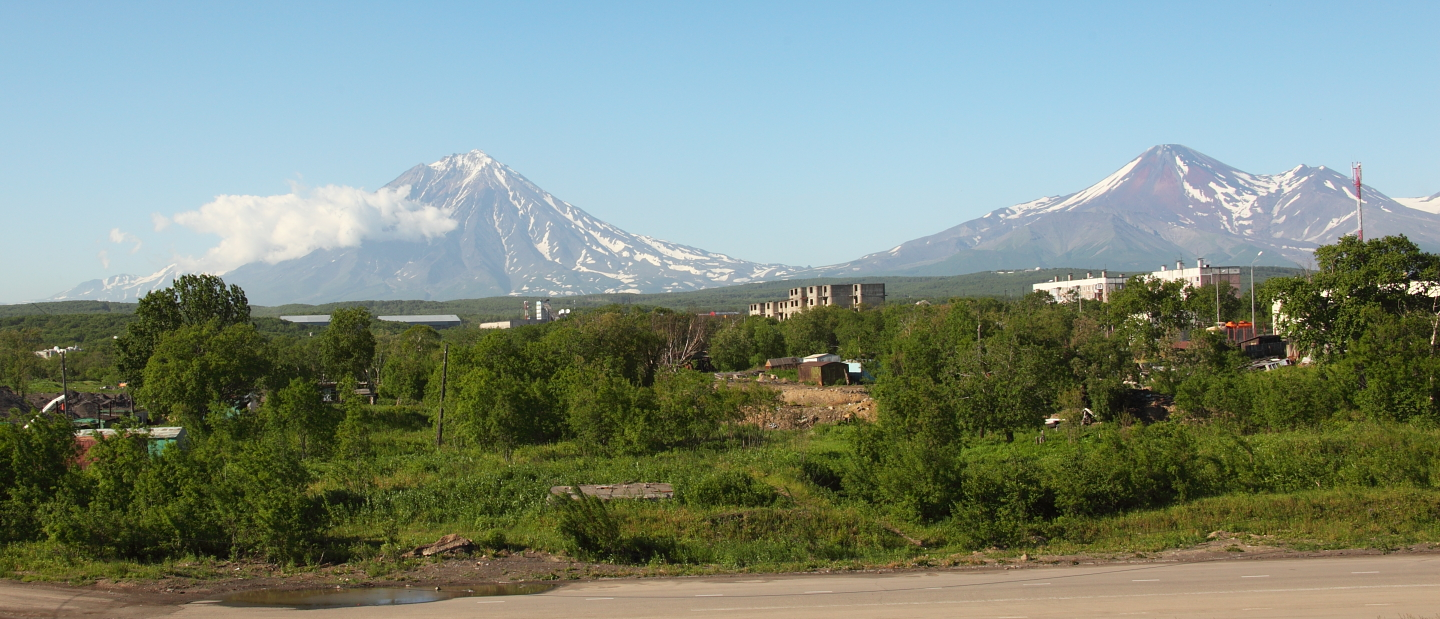
Le Koriakski (à gauche) et l'Avatchinski (à droite) vus depuis Petropavlovsk-Kamtchatski au sud-ouest.